# NGC 499
NGC 499 je galaksija u zviježđu Ribe.

## Vanjske poveznice
- SEDS: NGC 499